# Ixnay on the Hombre
Albums de The Offspring
Smash
(1994) Americana
(1998)

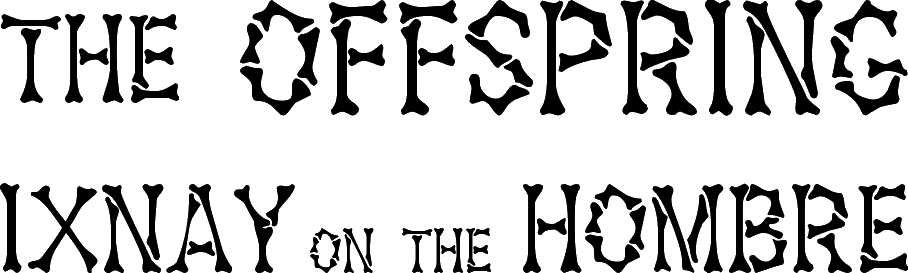
Logotype sur la pochette du disque

Ixnay on the Hombre est le 4e album de groupe punk rock californien The Offspring, sorti le 4 février 1997. Il sort trois ans après l'énorme succès commercial de Smash, le précédent album du groupe. Le titre de l'album combine un mot d'argot anglais "ixnay" et un mot espagnol "hombre"  pour former une expression signifiant  "à bas, l'autorité".
L'album connait un succès commercial modéré se classant à la neuvième place du Billboard 200 aux États-Unis à sa sortie. Il a été bien accueilli par les critiques et les fans. Il s'est vendu à plus de 3 millions d'exemplaires à travers le monde.
Cet album est varié : il présente des chansons de punk rock, mais aussi des chansons de ska et une chanson fantaisiste, Intermission, reprenant le thème de Tea for two.
Cet album fut porté par les singles Gone Away, All I Want, The Meaning Of Life et I Choose. Ces singles ont été tournés en clip-vidéo,  réalisés respectivement par David Yow pour All I Want et The Meaning of Life, Nigel Dick pour Gone Away, et le chanteur du groupe Dexter Holland pour I Choose.
Le titre Cool to Hate fut lui aussi l'objet d'un clip vidéo, , bien qu'il ne soit pas un single. Tournée dans des conditions amateur, cette vidéo est notamment visible sur le DVD Complete Music Video Collection, sorti en 2005, qui regroupe tous les clips du groupe.
L'ex-Dead Kennedys Jello Biafra apparaît sur Disclaimer.

## Liste des titres
| No  | Titre               | Durée |
| --- | ------------------- | ----- |
| 1.  | Disclaimer          | 0:44  |
| 2.  | The Meaning of Life | 2:55  |
| 3.  | Mota                | 2:56  |
| 4.  | Me & My Old Lady    | 4:32  |
| 5.  | Cool to Hate        | 2:47  |
| 6.  | Leave It Behind     | 1:56  |
| 7.  | Gone Away           | 4:27  |
| 8.  | I Choose            | 3:54  |
| 9.  | Intermission        | 0:48  |
| 10. | All I Want          | 1:54  |
| 11. | Way Down the Line   | 2:35  |
| 12. | Don't Pick It Up    | 1:52  |
| 13. | Amazed              | 4:25  |
| 14. | Change the World    | 6:23  |